# Thyroptera discifera
Thyroptera discifera är en fladdermusart som först beskrevs av Lichtenstein och Peters 1855.  Thyroptera discifera ingår i släktet sugskålsvingade fladdermöss, och familjen Thyropteridae. IUCN kategoriserar arten globalt som livskraftig. Inga underarter finns listade i Catalogue of Life. Wilson & Reeder (2005) skiljer mellan två underarter.
Arten blir 34 till 52 mm lång (huvud och bål), har en 24 till 33 mm lång svans och väger 3 till 5 g. Svansen är lite längre (1 till 3 mm) än flygmembranen mellan bakbenen. Pälsen har på ovansidan en mörkbrun till rödbrun färg, undersidan är lite ljusare. Även flygmembranen är glest täckt med hår. Öronen är inte sammanlänkade på hjässan och deras baksida är gulaktig. Liksom andra medlemmar av samma släkte har Thyroptera discifera sugskalsliknande trampdynor för att hålla sig fast på släta ytor.
Denna fladdermus förekommer i Central- och norra Sydamerika från Nicaragua till regionen Guyana, östra Brasilien och till Peru. Den lever i regnskogar i låglandet samt i trädgårdar och i trädodlingar.
Arten vilar med hjälp av sugskålen på stora blad (t.ex. banan) och bildar där flockar. Födan utgörs troligen av flygande insekter som fångas i skogens undervegetation. Nyfödda ungar håller sig i början fast i moderns päls med hjälp av tänderna och klorna. Flocken har oftast 7 till 10 medlemmar.